# Robert Dunn
Robert Dunn, noto come Robbie (Paisley, 6 luglio 1960), è un allenatore di calcio, ex calciatore ed ex giocatore di calcio a 5 australiano, di ruolo difensore.

## Carriera

### Calcio a 5
Utilizzato nel ruolo di giocatore di movimento, Dunn ha disputato, con la Nazionale maschile di calcio a 5 dell'Australia il FIFA Futsal World Championship 1989 concluso dalla selezione oceaniana al primo turno, affrontando Stati Uniti, Italia e Zimbabwe.